# Windermere (Floride)

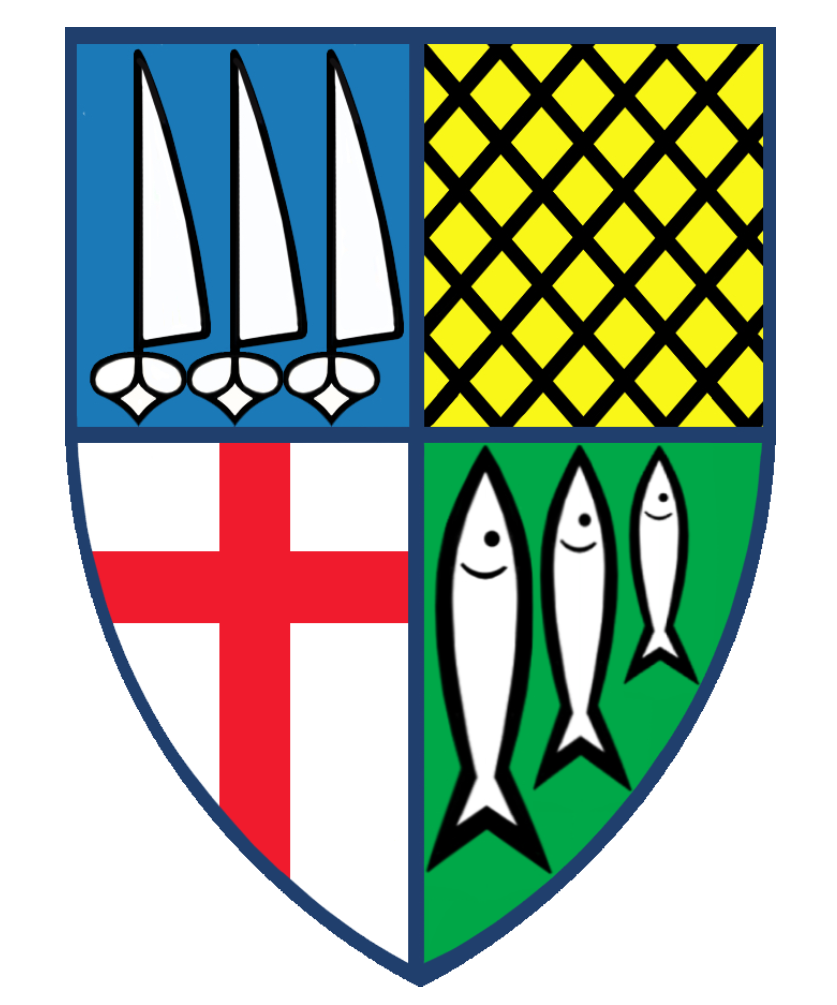
Le blason de Windermere.

Pour les articles homonymes, voir Windermere.
Windermere est une ville américaine située dans le comté d'Orange en Floride.
Thomas Ferebee (1918-2000), aviateur, bombardier de l'avion ayant largué la bombe atomique sur Hiroshima, est mort à Windermere et y est inhumé.

## Démographie
| 1930 | 1940 | 1950 | 1960 | 1970 | 1980  |
| ---- | ---- | ---- | ---- | ---- | ----- |
| 181  | 163  | 317  | 576  | 894  | 1 302 |

| 1990  | 2000  | 2010  | - | - | - |
| ----- | ----- | ----- | - | - | - |
| 1 371 | 1 897 | 2 462 | - | - | - |

Selon le recensement de 2010, Windermere compte 2 462 habitants. La municipalité s'étend sur 1,57 milles carrés (4,07 km2).